# Graham Broadbent
Pour les articles homonymes, voir Broadbent.
Graham Broadbent est un producteur de cinéma britannique.

## Filmographie
- 1997 : Welcome to Sarajevo
- 1999 : Splendeur
- 1999 : The Debt Collector
- 1999 : A Texas Funeral
- 2000 : Some Voices
- 2000 : Dancing at the Blue Iguana
- 2001 : Annie-Mary à la folie !
- 2002 : Plein Gaz
- 2004 : Piccadilly Jim
- 2004 : Gladiatress
- 2004 : Millions
- 2007 : Jane
- 2007 : Wind Chill
- 2008 : Bons baisers de Bruges
- 2011 : Indian Palace
- 2012 : Sept psychopathes (Seven Psychopaths) de Martin McDonagh
- 2014 : The Riot Club (Posh) de Lone Scherfig
- 2017 : Three Billboards : Les Panneaux de la vengeance (Three Billboards Outside Ebbing, Missouri) de Martin McDonagh
- 2018 : Le Jour de mon retour (The Marsh) de James Marsh
- 2018 : Le Cercle littéraire de Guernesey (The Guernsey Literary and Potato Peel Pie Society) de Mike Newell
- 2021 : La Dernière lettre de son amant (The Last Letter from Your Lover) d'Augustine Frizzell
- 2021 : Un garçon nommé Noël (A Boy Called Christmas) de Gil Kenan
- 2022 : Les Banshees d'Inisherin (The Banshees of Inisherin) de Martin McDonagh